# تاكنس
تاكنس هي قرية في الجبل الأخضر في ليبيا. تقع إلى الشرق من بنغازي بحوالي 127 كم. تقع على الطريق الداخلي ما بين المرج، و لملودة. هناك طريق ثانوي إلى الشمال يربطها بالطريق الساحلي الليبي. هناك طريق غير مباشر يربطها بقرية الخروبة في الجنوب.
تاكنس معروفة بأنها مسقط رأس رئيس وزراء ليبيا الأسبق حسين مازق.